# Zosima (Ostapenko)
Zosima (světským jménem: Vladimir Michajlovič Ostapenko; * 12. července 1950 Novočerkasskoje) je kazašský duchovní Ruské pravoslavné církve a emeritní arcibiskup solikamský a čusovský.

## Život
Narodil se 12. července 1950 ve vesnici Novočekasskoje v Akmolské oblasti. Roku 1964 osiřel.
Roku 1968 dokončil střední školu a poté do roku 1970 sloužil v řadách Sovětské armády. Následně začal studovat na Moskevském duchovním semináři, který dokončil roku 1974. Byl psalomščikem chrámu Zesnutí přesvaté Bohorodice v Machačkali.
Dne 13. prosince 1981 byl biskupem stavropolským a bakuským Antonijem (Zavgorodnijem) rukopoložen na diákona a 27. prosince na jereje. Po vysvěcení se stal duchovním chrámu svatého archanděla Michaela ve městě Grozný.
Roku 1984 byl převeden do chrámu Povýšení svatého Kříže ve vesnici Prijutnoje v Kalmycku a únoru 1995 byl jmenován představeným chrámu Povýšení svatého Kříže v Elistě.
Dne 21. srpna 1987 byl postřižen na monacha se jménem Zosima na počest svatého Zosimy Soloveckého. Stejného dne byl povýšen na igumena a ustanoven blagočinným Kalmyckých farností.
Dne 6. října 1995 jej Svatý synod zvolil biskupem elistenským a kalmyckým a o dne později byl v chrámu Svaté Trojice Trojicko-sergijevské lávry povýšen patriarchou Alexijem II. na archimandritu.
Dne 23. prosince 1995 byl v chrámu Zjevení Páně v Moskvě oficiálně jmenován biskupem a 24. prosince zde proběhla také jeho biskupská chirotonie. Světitelem byl patriarcha moskevský Alexij II..
Dne 24. února 2006 byl povýšen na arcibiskupa.
Dne 12. září 2007 se setkal ve Vatikánu s papežem Benediktem XVI.
Dne 22. března 2011 byl Svatým synodem ustanoven biskupem vladikavkazským a machačkalským a 5. října byl potvrzen ve funkci představeného Alanského Uspenského monastýru ve vesnici Chidikus.
Dne 26. prosince 2012 mu byl v souvislosti se zřízením machačkalské eparchie změněn titul na biskup vladikavkazský a alanský.
Dne 3. června 2016 byl Svatým synodem ze zdravotních důvodů penzionován a jako místo pobytu mu byla určena Moskva.
Dne 21. října 2016 byl jmenován arcibiskupem solikamským a čusovským.
Dne 4. května 2017 jej Svatý synod potvrdil ve funkci představeného monastýru Svaté Trojice v Solikamsku. Rozhodnutím Svatého synodu byl 24. července 2025 penzionován z důvodu dosažení kanonického věku 75 let.